# Luče
Luče (em alemão:  Leutsch) é um município da Eslovênia. A sede do município fica na localidade de mesmo nome.